# Pablo Hernández (Fußballspieler, 1986)
Pedro Pablo Hernández (* 24. Oktober 1986 in Tucumán, Argentinien) ist ein argentinisch-chilenischer ehemaliger Fußballspieler. Der Mittelfeldspieler steht seit 2024 beim CA San Martín de Tucumán unter Vertrag. Zuvor spielte er in Argentinien, Uruguay, Chile und leihweise in den USA. Er spielte von 2014 bis 2019 für die chilenische Nationalmannschaft, mit der er die Copa América Centenario 2016 gewann.

## Karriere

### Vereine
Hernández begann in der argentinischen Hauptstadt Buenos Aires beim Racing Club mit dem Fußballspielen. 2005 kehrte er aber in seine Geburtsstadt zurück, wo er dann auch 2006 bei Atlético Tucumán den ersten Profivertrag erhielt. 2008 wechselte er ins Nachbarland Uruguay zum Racing Club de Montevideo und nach einem Jahr zum Ligakonkurrenten Defensor Sporting, der ihn aber 2010 an den MLS-Club D.C. United auslieh, bei dem ihm als bisher einziger seiner Profistationen kein Ligator gelang. 2013 ging es zurück in sein Geburtsland zu den Argentinos Juniors. 2013 wechselte er ins Geburtsland seiner Großmutter und spielte erstmals in Chile. Mit CD O’Higgins gewann er die Apertura der Saison 2013/14, wobei er im Finale das entscheidende Tor zum 1:0-Sieg gegen CD Universidad Católica schoss. Nach nur einem Jahr in Chile verließ er den amerikanischen Subkontinent um in Europa für Celta Vigo in der Primera División zu spielen. In seiner ersten Saison in Spanien verpasste er mit Celta Vigo als Neunter knapp einen Platz in einem europäischen Klubwettbewerb. In der Saison 2015/16 wurde Vigo dann Sechster und der Verein nahm damit nach zehn Jahren wieder an einem europäischen Wettbewerb teil In der UEFA Europa League 2016/17 scheiterte die Mannschaft dann erst im Halbfinale am späteren Cup-Gewinner Manchester United. Hernández wurde von der technischen Studiengruppe der UEFA in die Mannschaft der Saison gewählt. Die Doppelbelastung forderte aber ihren Tribut, so dass Celta in der Saison 2016/17 nur den 13. Platz belegte und damit deutlich einen Platz in einem europäischen Wettbewerb verpasste.
Im Februar 2024 wechselte er in seinen Geburtsort zum CA San Martín de Tucumán. Im Juni 2025 verkündete er sein Karriereende und wurde Manager des Vereins.

### Nationalmannschaft

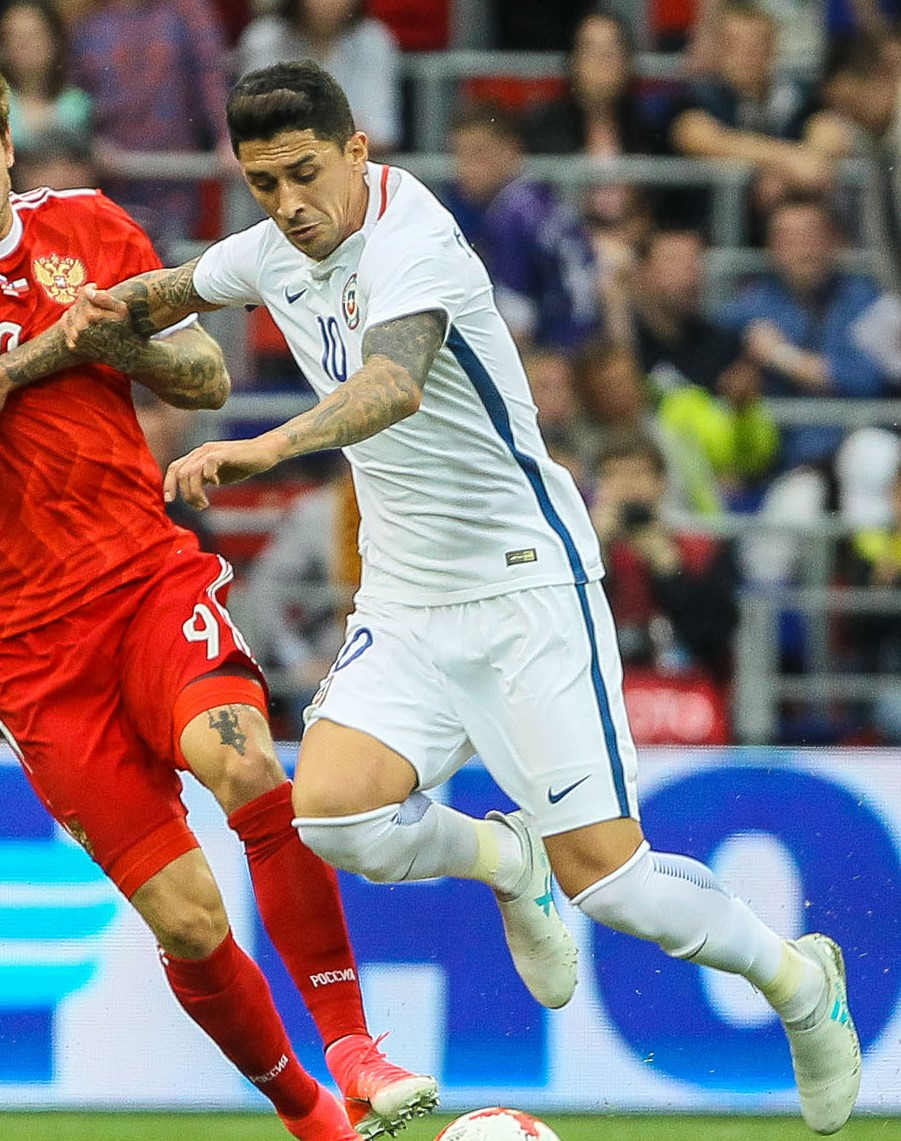
Hernández beim Freundschaftsspiel gegen Russland am 9. Juni 2017

Da seine Großmutter aus Chile stammt, hatte er die Wahl neben der argentinischen auch in der chilenischen Nationalmannschaft zu spielen und er entschied sich für Chile. Im Januar 2014 erhielt er eine Einladung vom chilenischen Nationaltrainer. Seinen ersten Länderspieleinsatz hatte er am 23. Januar 2014 beim 4:0 gegen Costa Rica und erzielte dabei das zweite und dritte Tor. Für die Weltmeisterschaft 2014 in Brasilien wurde er zwar in einen vorläufigen 30-köpfigen Kader berufen, aufgrund einer Verletzung konnte er dann aber letztlich nicht berücksichtigt werden und kam erst im Oktober und November zu zwei weiteren Einsätzen, wobei er beim 5:0 gegen Venezuela in der Nachspielzeit das letzte Tor erzielte. Im März 2015 kam er zwar im Freundschaftsspiel gegen Brasilien zu einem weiteren Einsatz, wurde für die Copa América 2015 in Chile aber nicht berücksichtigt. Er gehörte dann aber zum chilenischen Kader für die Copa América Centenario 2016 in den USA, wo er in zwei Gruppenspielen und im Halbfinale gegen Kolumbien zum Einsatz kam. Chile konnte den Vorjahreserfolg im Elfmeterschießen des Endspiels gegen Argentinien danach wiederholen, das aber ohne ihn stattfand.
Am 19. Mai nominierte ihn Chiles Trainer Juan Antonio Pizzi für einen vorläufigen Kader mit 17 Spielern, die Chile beim FIFA-Konföderationen-Pokal 2017 vertreten sollen. Am 2. Juni wurde er dann auch für den kompletten Kader berücksichtigt. Er wurde erstmals im zweiten Gruppenspiel gegen Weltmeister Deutschland eingesetzt und spielte über 90 Minuten. Im letzten Gruppenspiel gegen Australien wurde er zur zweiten Halbzeit eingewechselt. Im torlosen Halbfinale gegen Europameister Portugal spielte er über 116 Minuten. Nach den torlosen 120 Minuten sicherte Torhüter Claudio Bravo mit drei gehaltenen Elfmetern den Einzug ins Finale. Hier trafen sie wieder auf Deutschland und Hernández kam bei der 0:1-Niederlage über 90 Minuten zum Einsatz. Bei den folgenden gegen Paraguay und Bolivien verlorenen WM-Qualifikationsspielen kam er nur gegen Bolivien zum Einsatz.
Bei der Copa América 2019 kam er nur in den drei Gruppenspielen zum Einsatz. Seine Mannschaft konnte den Titel nicht verteidigen, verlor im Halbfinale mit 0:3 gegen Peru und im Spiel um Platz 3 gegen Argentinien mit 1:2.

## Erfolge
- Primera División, Apertura: 2013 (Finaltorschütze)
- Copa América Centenario 2016 (ohne Einsatz im Finale)
- FIFA-Konföderationen-Pokal: Finalist 2017